# Macrobrochis metallica
Macrobrochis metallica är en fjärilsart som beskrevs av Clayton Dissinger Mell 1922. Macrobrochis metallica ingår i släktet Macrobrochis och familjen björnspinnare. Inga underarter finns listade i Catalogue of Life.